# Monosepalum
Monosepalum é um género botânico pertencente à família das orquídeas (Orchidaceae).